# المسجد العمري الكبير (اللد)
المسجد العمري الكبير في اللد، والمعروف أيضًا باسم المسجد العمري أو المسجد الكبير في اللد، هو مسجد في مدينة اللد، في إسرائيل، والذي يقع بجوار كنيسة القديس جورج الأرثوذكسية اليونانية التي يعود تاريخها إلى القرن التاسع عشر، والتي يُزعم أنها أقيمت فوق قبر الشهيد جورج اللد في القرن الرابع، والذي يرتبط غالبًا بالشخصية المقدسة الإسلامية الخضر.
بُني بأمر من السلطان المملوكي الظاهر بيبرس بعد استعاده اللد من الصليبيين، واكتمل بناؤه في عام 1268 ميلادي. سُمي نسبةً إلى الخليفة عمر بن الخطاب. للمسجد قبة واحدة، ومئذنة واحدة.

## تاريخ

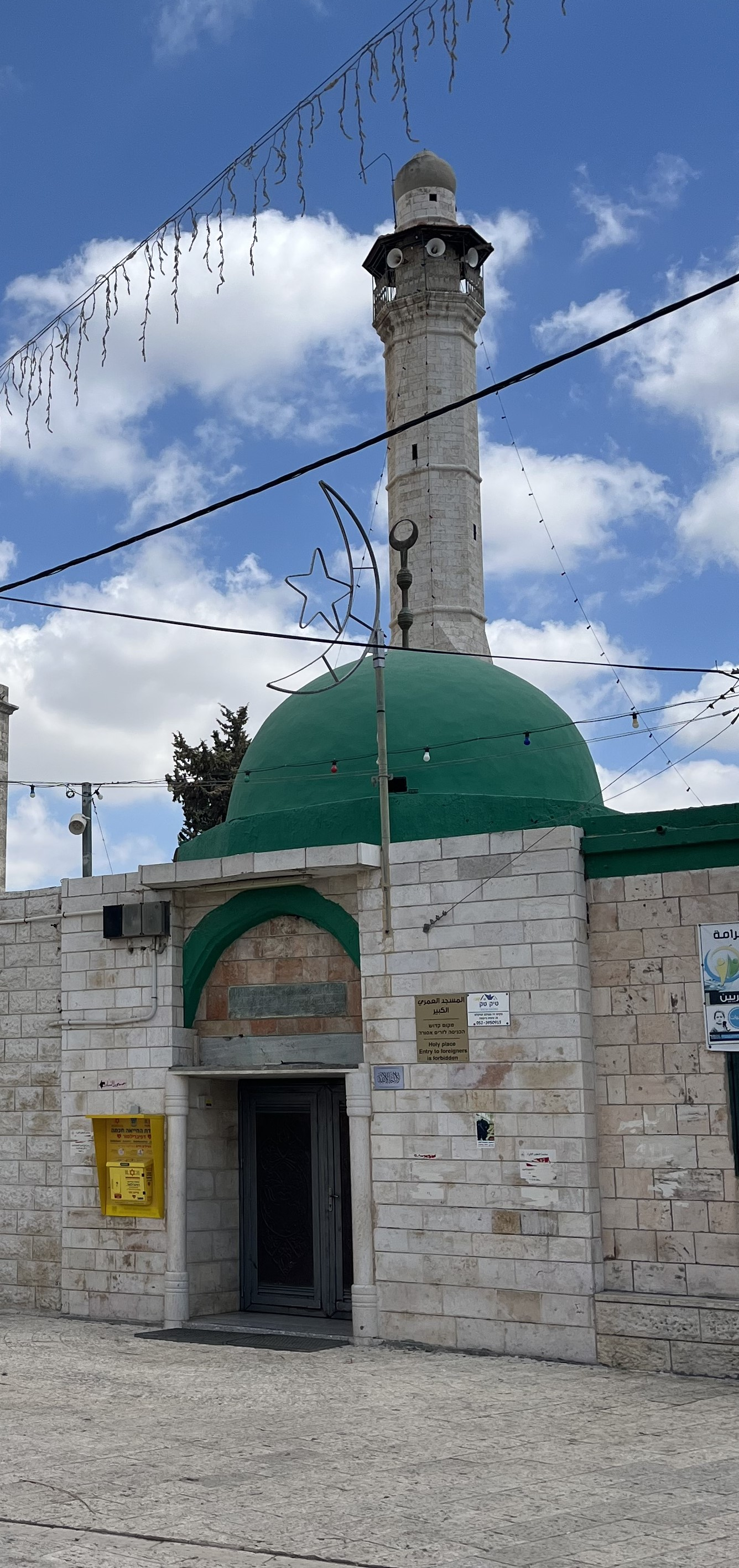
المسجد كما يبدو من الخارج (2022).

يُعد المسجد العمري أقدم مساجد اللد، وكان واحد من اثنين من المساجد في مدينة اللد قبل احتلال المدينة على يد العصابات الصهيونية في حرب 1948. ويقع المسجد في وسط اللد بالقرب من كنيسة القديس جيرجيوس، ويعتبر من المساجد الأثرية المهمة في فلسطين إذ يعود تاريخه للفترة المملوكية البحرية.

في 12 مايو 2021 وخلال الاقتحامات الاستيطانيّة التي وقعت في مدينة اللد بالتزامن مع ما يحدث في حي الشيخ جراح في القدس، والحرب الإسرائيلية على غزة 2021، هاجمَ «مستوطنون إسرائيليون» المسجد بإطلاق النار عليه وحاولوا إحراقه.

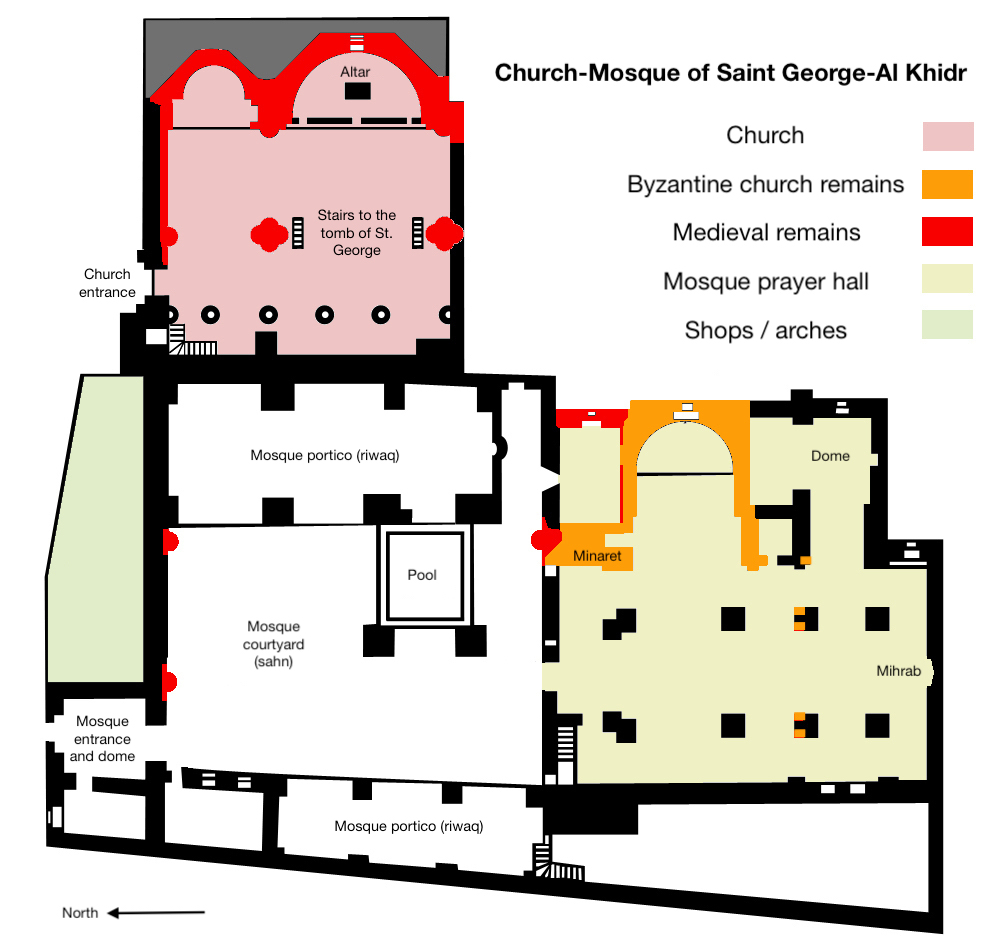
مخطط مُشرح للكنيسة-المسجد، استنادًا إلى رسم تخطيطي من تصميم تشارلز كليرمون-غانو

### المؤسسة البيزنطية
تأسست كنيسة القديس جاورجيوس لأول مرة في اللد على يد البيزنطيين واستمرت في القرنين الخامس والسابع. من المحتمل أن يكون شكلها على شكل بازيليكا تنتهي أروقتها الثلاثة عند الطرف الشرقي بأجنحة نصف دائرية. إلى جانب الكنيسة الرئيسية، احتوى المجمع أيضًا على كنيسة ثانية أصغر حجمًا إلى الجنوب الغربي منها. تم تدمير الموقع المسيحي في عام 614 على يد الساسانيين أثناء الحرب التي أدت إلى احتلالهم للقدس.
ربما كانت الكنيسة البيزنطية تحتوي على حنية واحدة فقط مع غرفتين غير منتظمتين.

### كاتدرائية الصليبيين

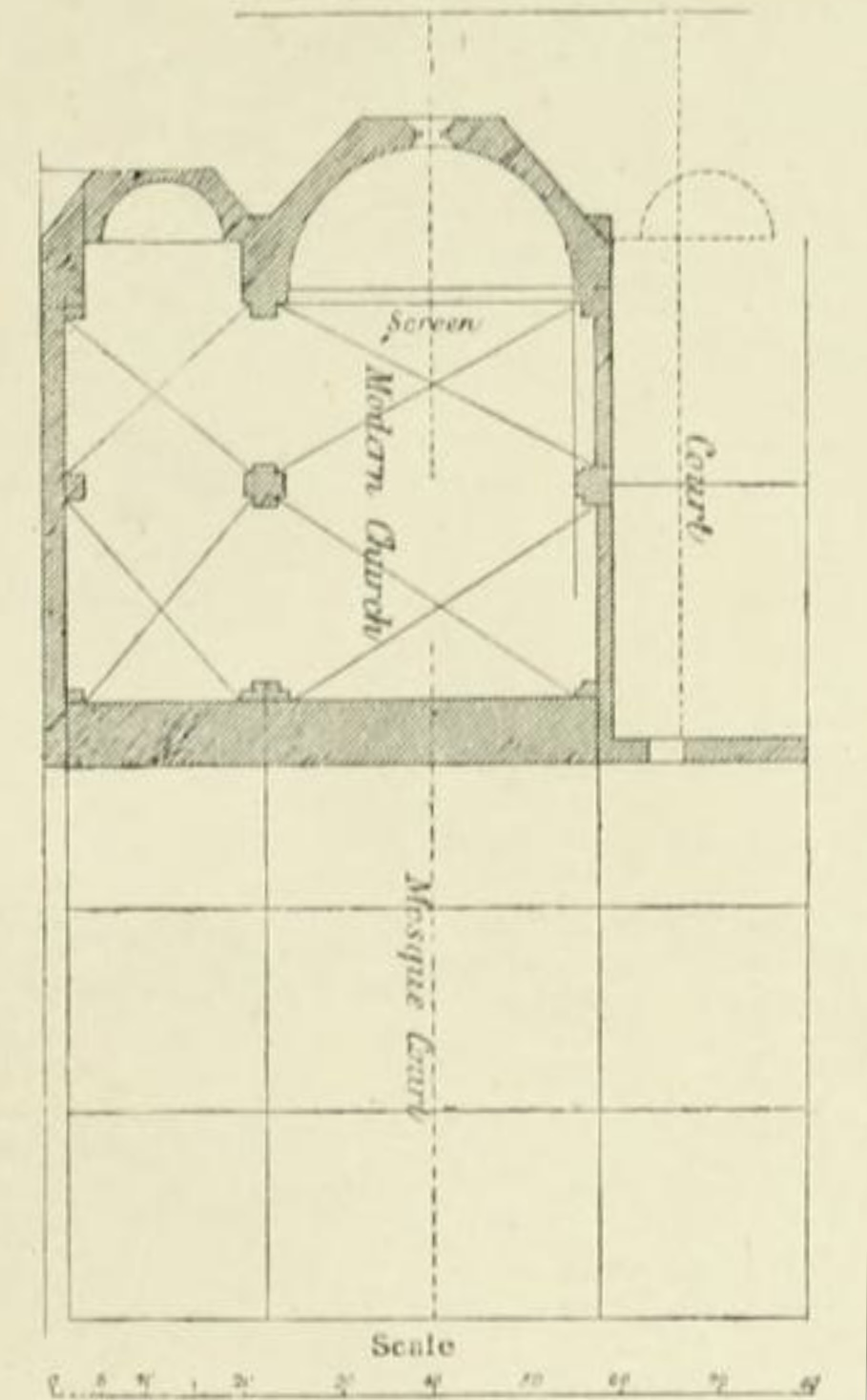
الكنيسة الصليبية الأصلية

أنشأ الصليبيون كاتدرائيتهم في نفس موقع الكنيسة البيزنطية الرئيسية، حيث أعادوا استخدام بعض البناء المتبقي منها، وبنفس القياسات الداخلية التي تبلغ 47 مترًا من الشرق إلى الغرب، و24 مترًا من الشمال إلى الجنوب. كما انتهت البازيليكا ذات الممرات الثلاثة بثلاثة محاريب نصف دائرية، حيث شكلت الخلجان الثانية من الخمسة الجناح العرضي. في عام 1177، هاجمت مفرزة من جيش صلاح الدين البلدة ونجا السكان باللجوء إلى سطح الكنيسة المحصنة، مما يشير إلى أنها كانت ذات سقف حجري في ذلك الوقت.
بعد استعادة الأراضي من الصليبيين في أعقاب معركة حطين عام 1187، أمر صلاح الدين بهدم كاتدرائية اللد وقلعة الرملة عام 1191. تغيرت ملكية الأراضي المحيطة باللد بشكل متكرر خلال العقود الثمانية التالية، ولم يتم توثيق حالة الكنيسة خلال هذا الوقت بشكل واضح، ولا يوجد ما يدعم فكرة إعادة بنائها على يد ريتشارد قلب الأسد. يبدو أن الأرثوذكس اليونانيين استمروا في استخدام الجزء الشرقي القائم من الكنيسة، مع الجوقة وقبر القديس جورج، وربما إلى جانب المباني الأصغر جنوب غرب الكاتدرائية المدمرة. في عام 1266 سقطت اللد في يد السلطان المملوكي بيبرس. تكهن كليرمون جانو بأن المواد الفرنجية الموجودة في الاستخدام الثانوي في جسر جينداس القريب (1273) تم أخذها من الجزء المهدم من كنيسة اللد، والتي يراها أدريان بواس كجزء من العادة المملوكية الأوسع المتمثلة في تحديد الانتصار على المسيحيين من خلال إعادة تدوير البناء الخاص بهم لبنائهم الخاص.

### مسجد المماليك
خلال العصر المملوكي، تم تحويل الجزء الغربي المدمر من الكنيسة الصليبية إلى مسجد جماعي، وأقدم ذكر له يعود إلى أوائل القرن الخامس عشر. تم دمج بقايا البازيليكا البيزنطية الأصغر جنوب غرب الكنيسة الرئيسية، بما في ذلك محرابها، في قاعة الصلاة بالمسجد؛ واليوم لا يزال عمود كان يقف ذات يوم في صحن البازيليكا موجودًا داخل قاعة الصلاة بالمسجد مع نقش باللغة اليونانية. فوق مدخل المسجد يوجد نقش يرجع تاريخ بنائه إلى يونيو 1269 (رمضان 667)، وفقًا لتوجيهات بيبرس.[بحاجة لمصدر]
وتطل الواجهة الشمالية لمبنى المسجد على الصحن، وتستغل الجدار الجنوبي للكنيسة الصليبية. المسجد نفسه مبني على شكل قاعة طولية  مقسمة إلى ثلاثة صفوف من أربعة أعمدة لكل صف. سقفها مقبب ومصنوع على شكل صليب. على الجانب الشرقي من قاعة الصلاة لا يزال هناك بقايا من حنية بيزنطية. تحت المسجد  هي قاعات تحت الأرض، بناها الصليبيون واستخدمت كخزانات للمياه للكنيسة وسكان المدينة. وقد ذكر فيليكس فابري المسجد والمئذنة في ثمانينيات القرن الخامس عشر:
«وفصل جدارٌ ما تبقى من الكنيسة عن جوقة المصلين، فجعلوا منه مسجدًا جميلًا تكريمًا لمحمد، وزيّنوه ببرجٍ شامخ. وكان الباب قائمًا أمامنا، فنستطيع أن نرى فناء المسجد، والمسجد نفسه، وكان أشبه بالجنة من حيث النظافة والجمال.»
وفي العهد العثماني كان مدخل صحن المسجد يقع في جداره الغربي، ثم نقل فيما بعد إلى جانبه الشمالي.[بحاجة لمصدر]

### كنيسة من القرن التاسع عشر

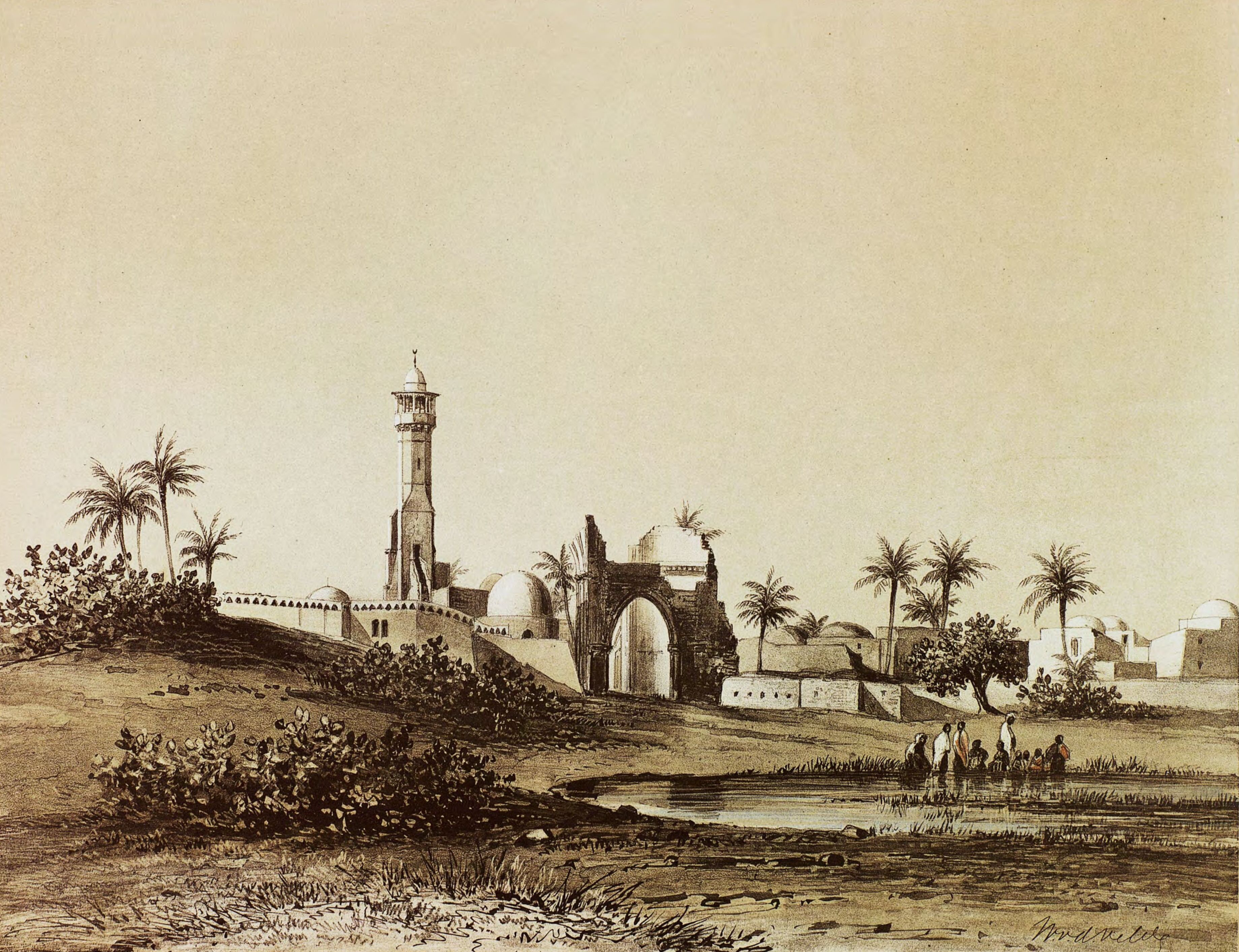
رسم للموقع قبل إعادة بنائه بواسطة تشارلز ويليام ميريديث فان دي فيلدي

تشتمل كنيسة القديس جورج الحالية فقط على الزاوية الشمالية الشرقية للموقع الأصلي. خلال النصف الثاني من القرن التاسع عشر، حصلت بطريركية الروم الأرثوذكس في القدس على إذن من السلطات العثمانية لبناء كنيسة في موقع الآثار التي تعود إلى العصور الوسطى. تم بناء الكنيسة في القرن التاسع عشر على بقايا هيكل الصليبيين في القرن الثاني عشر، وتحتل الطرف الشرقي من صحنها والممر الشمالي، والذي لا يزال قائماً منه الجناحان المقابلان.
اشترطت السلطات العثمانية أن يتم دمج جزء من أرض الكنيسة في فناء المسجد. كان الجزء الجنوبي من الكنيسة الصليبية يحدد شكل فناء المسجد.
يحتوي سرداب الكنيسة على تابوت يُبجل باعتباره قبر القديس جورج.

## معرض الصور

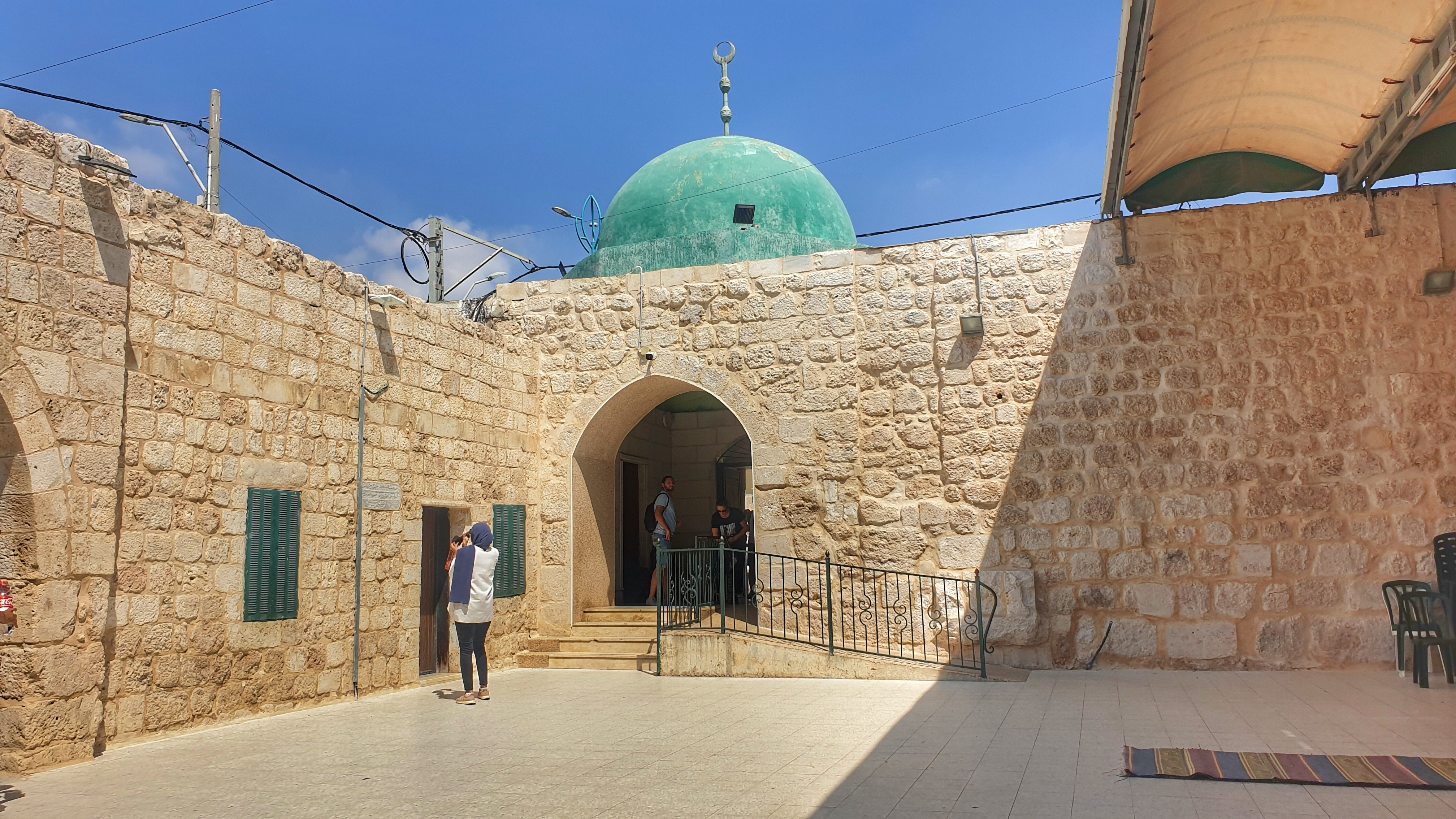
الفناء، يطل على المدخل
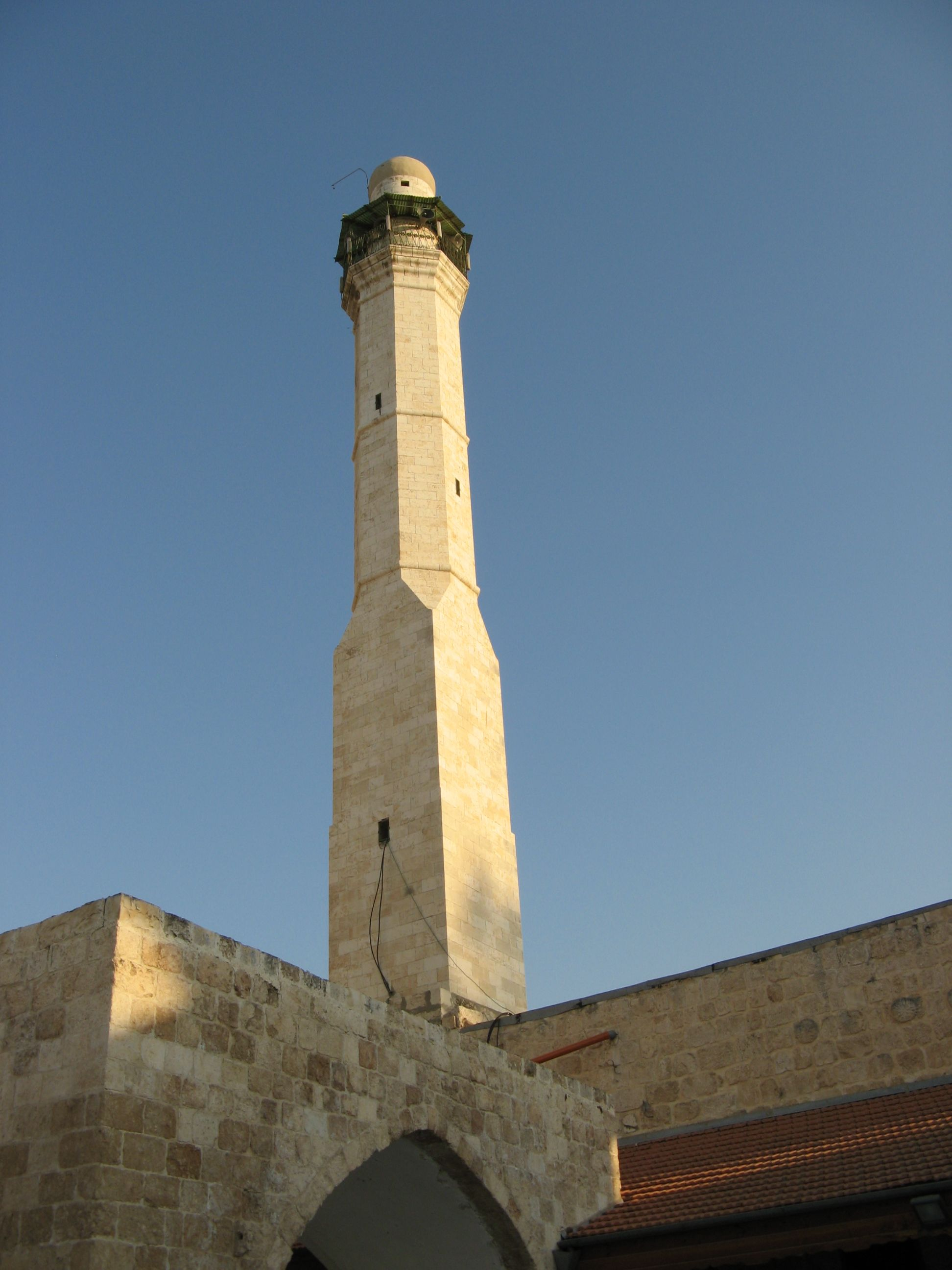
مئذنة عن قرب
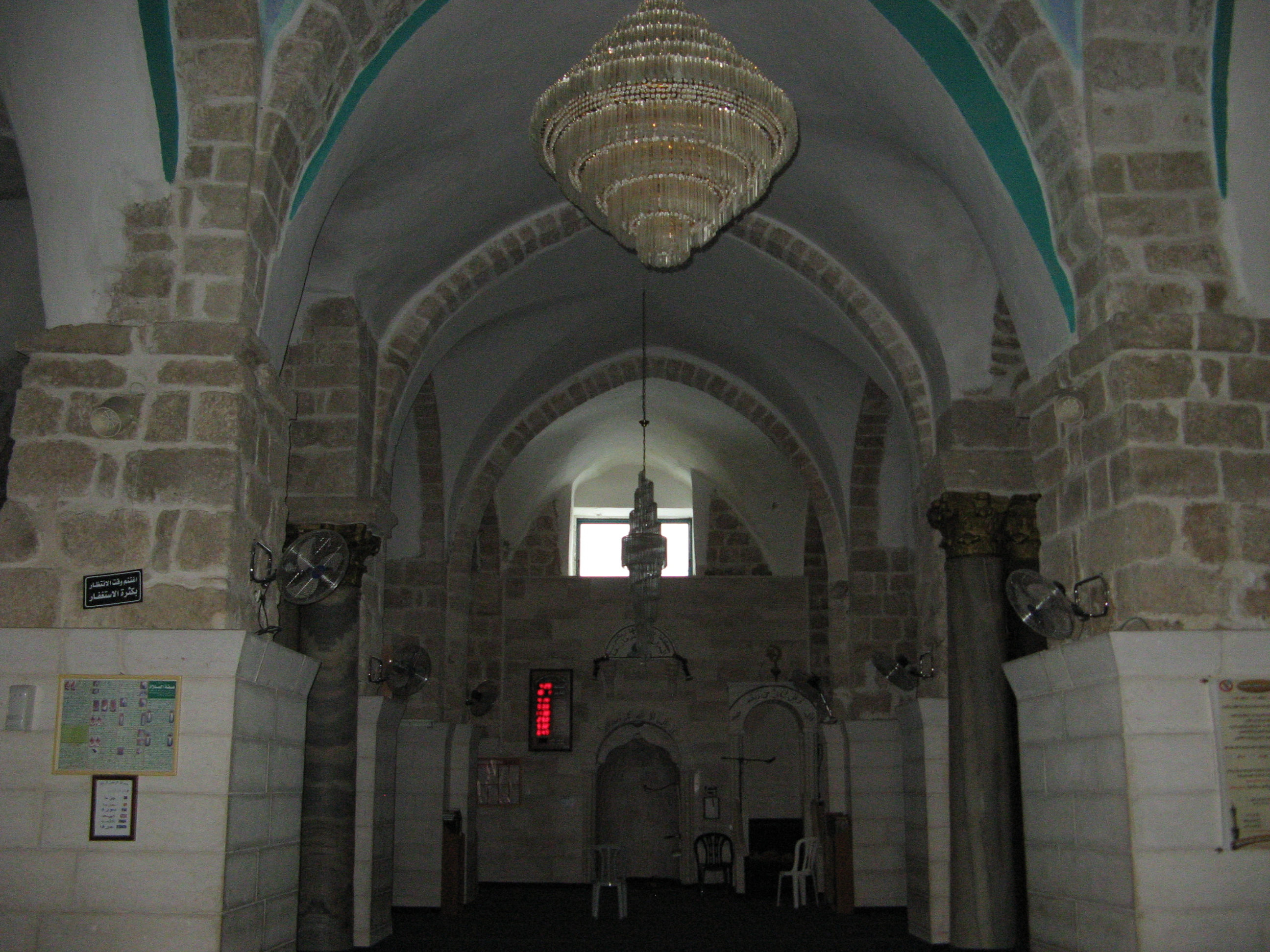
الجزء الداخلي من قاعة الصلاة، بما في ذلك المحراب
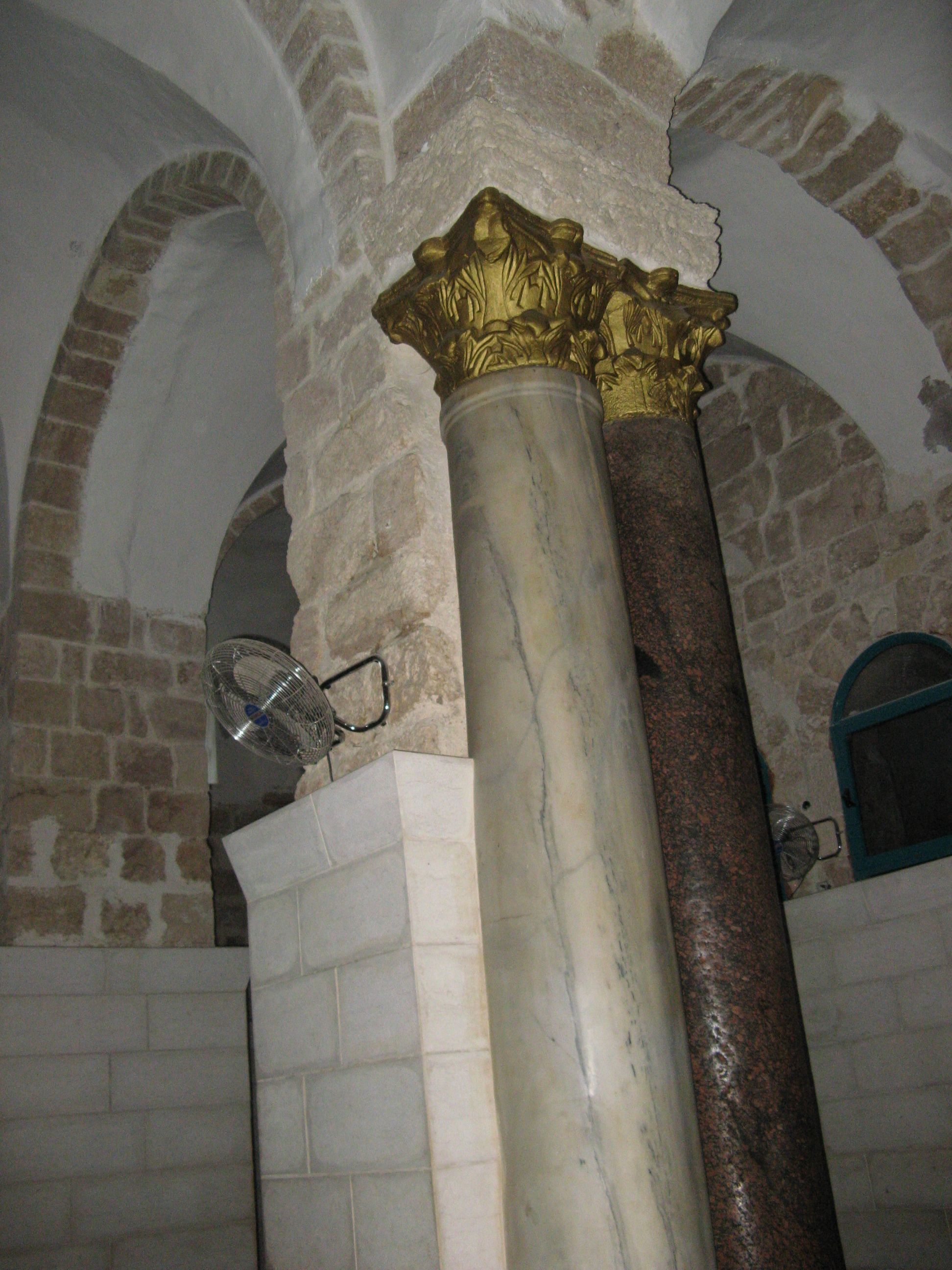
أعمدة تظهر بقايا بيزنطية أعلاه
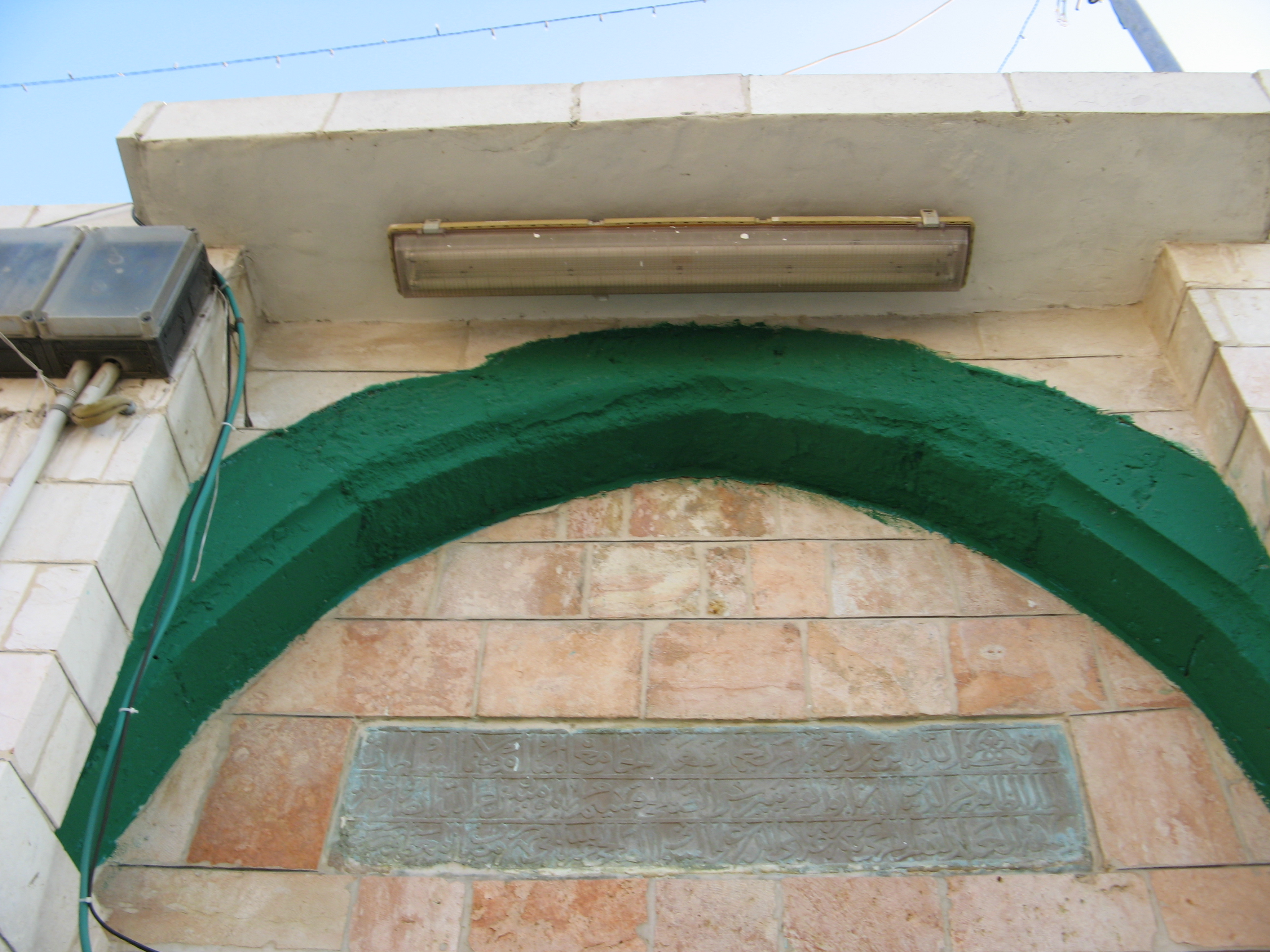
نقش على مدخل المسجد

### تاريخي

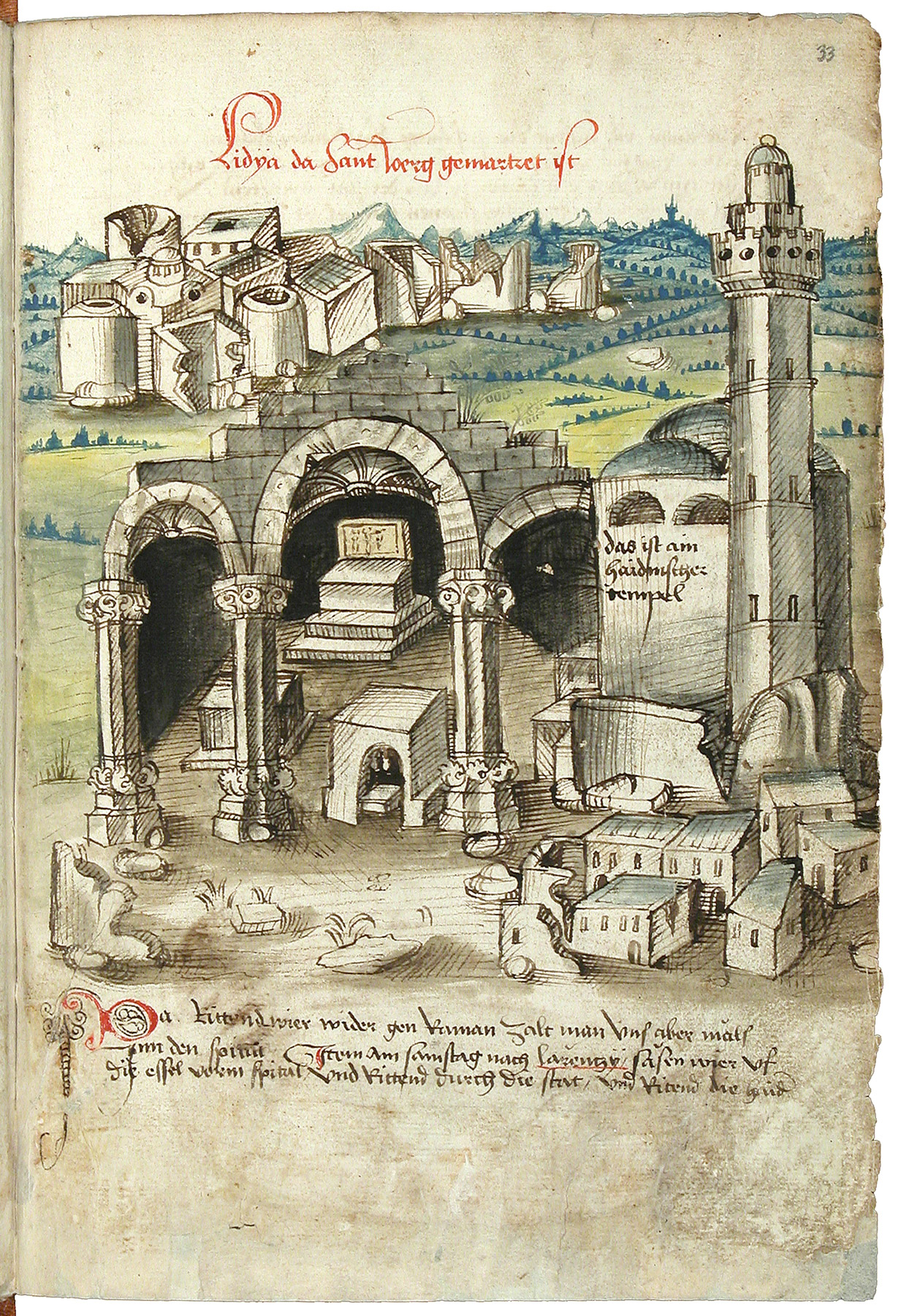
رسم يعود لعام 1487 لكنيسة مهدمة فوق قبر القديس جورج ومسجده، رسمه كونراد فون غرونينبرغ
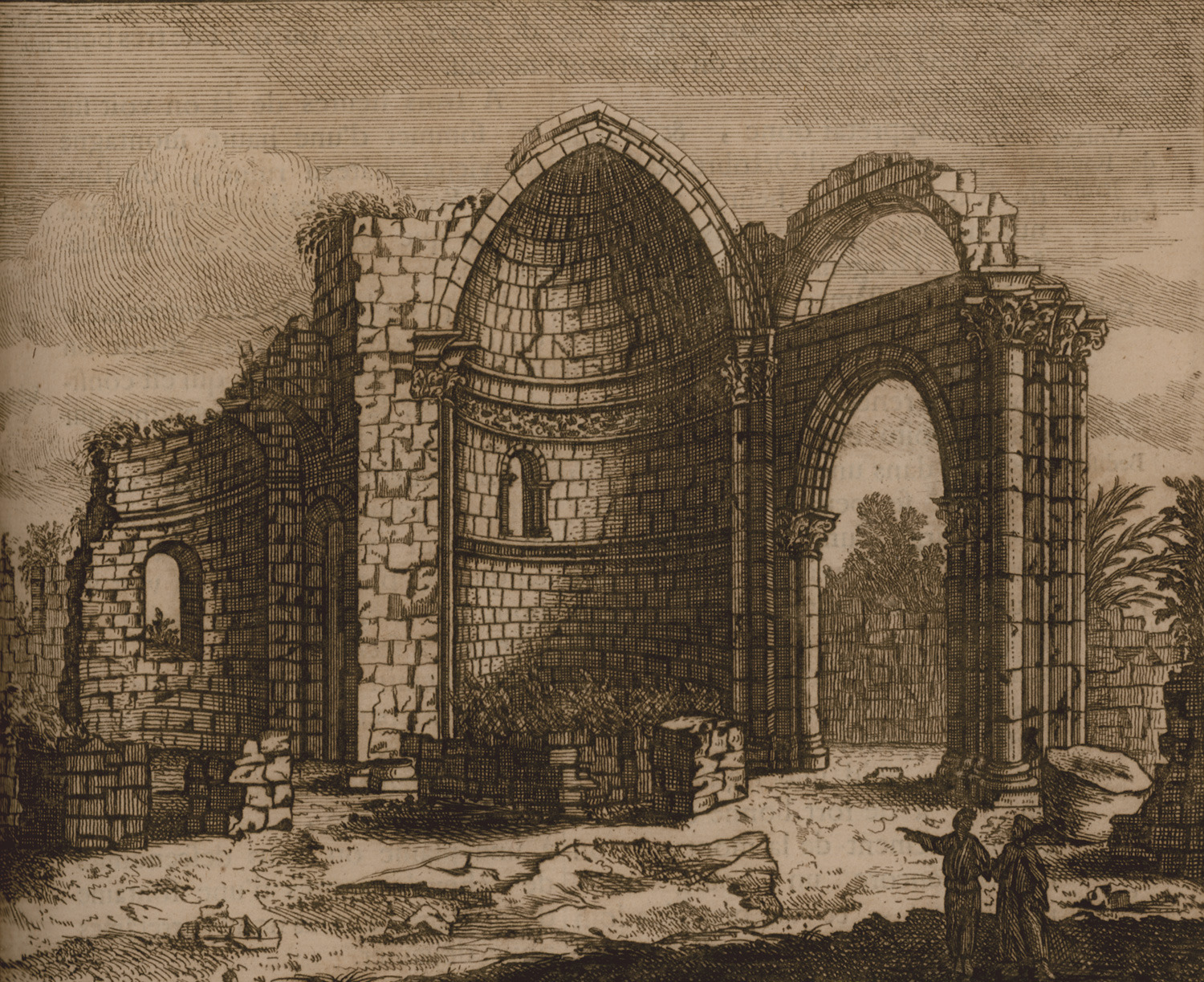
رسم للكنيسة المدمرة فوق قبر القديس جورج عام 1714، بريشة كورنيليس دي بروين
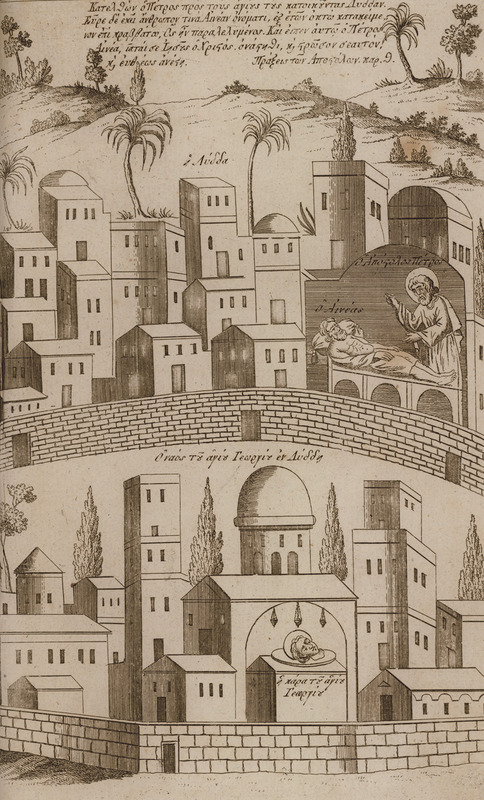
1807
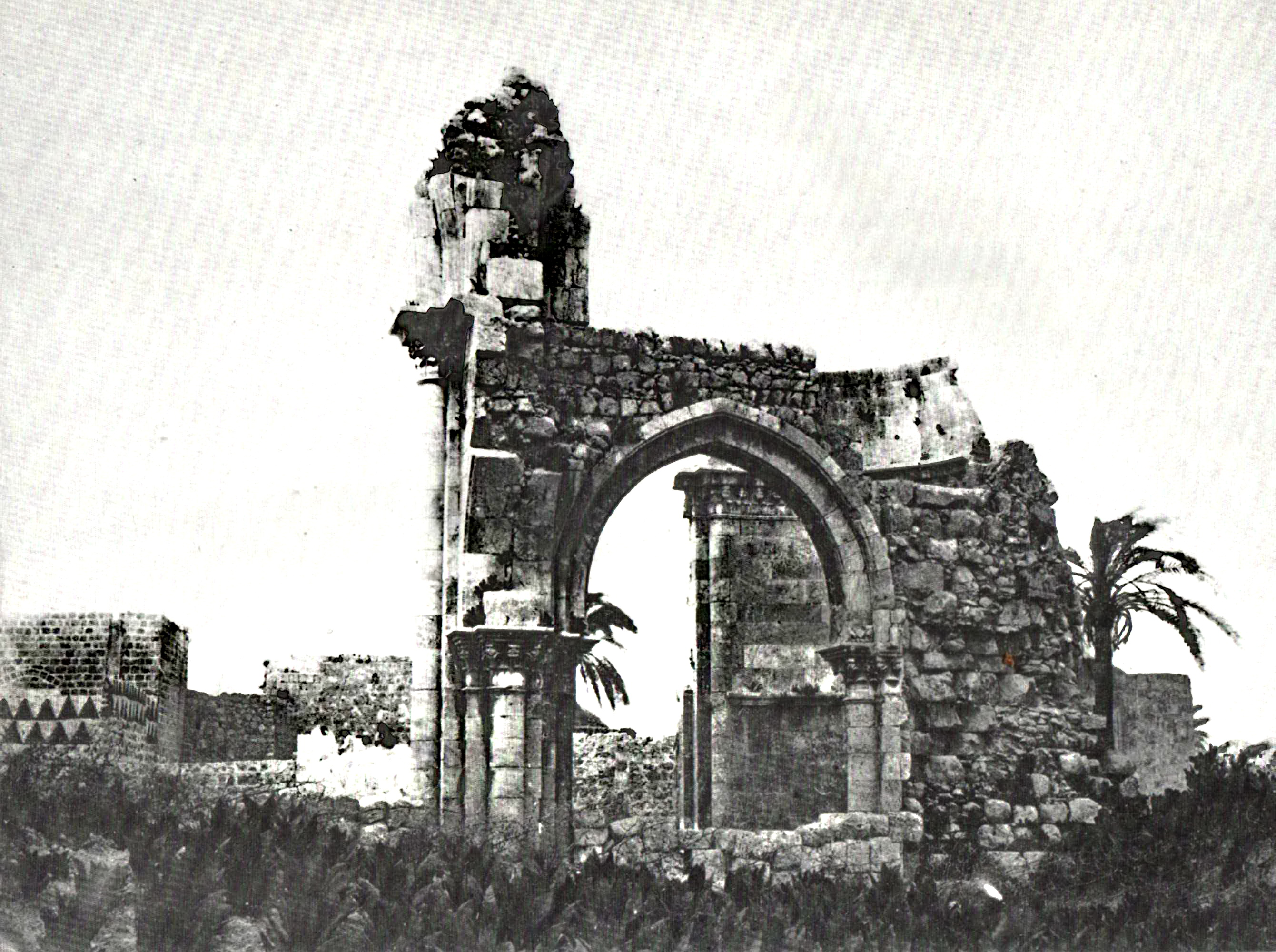
1866 (أطلال الطرف الشرقي، كما يُرى من الجنوب)
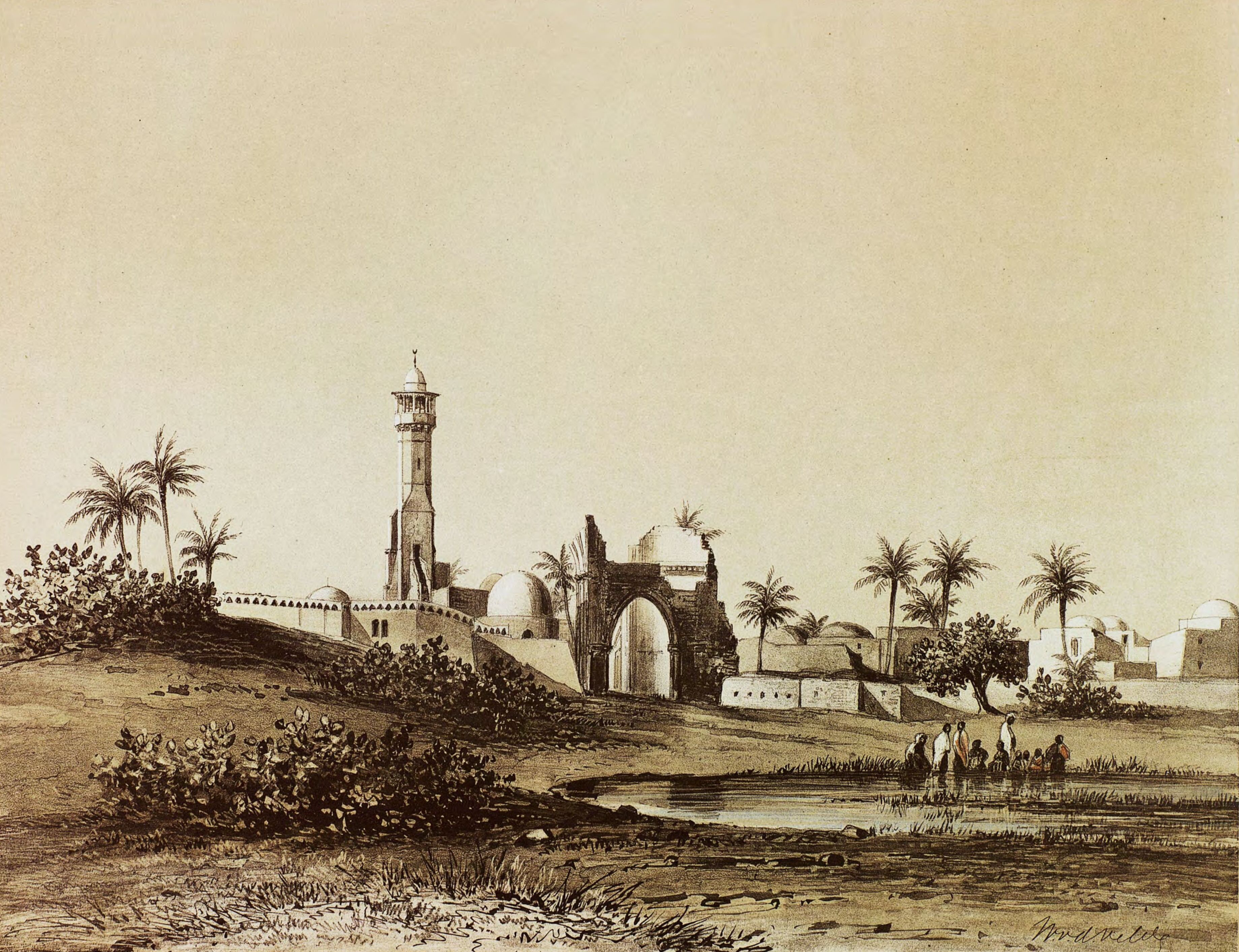
1857
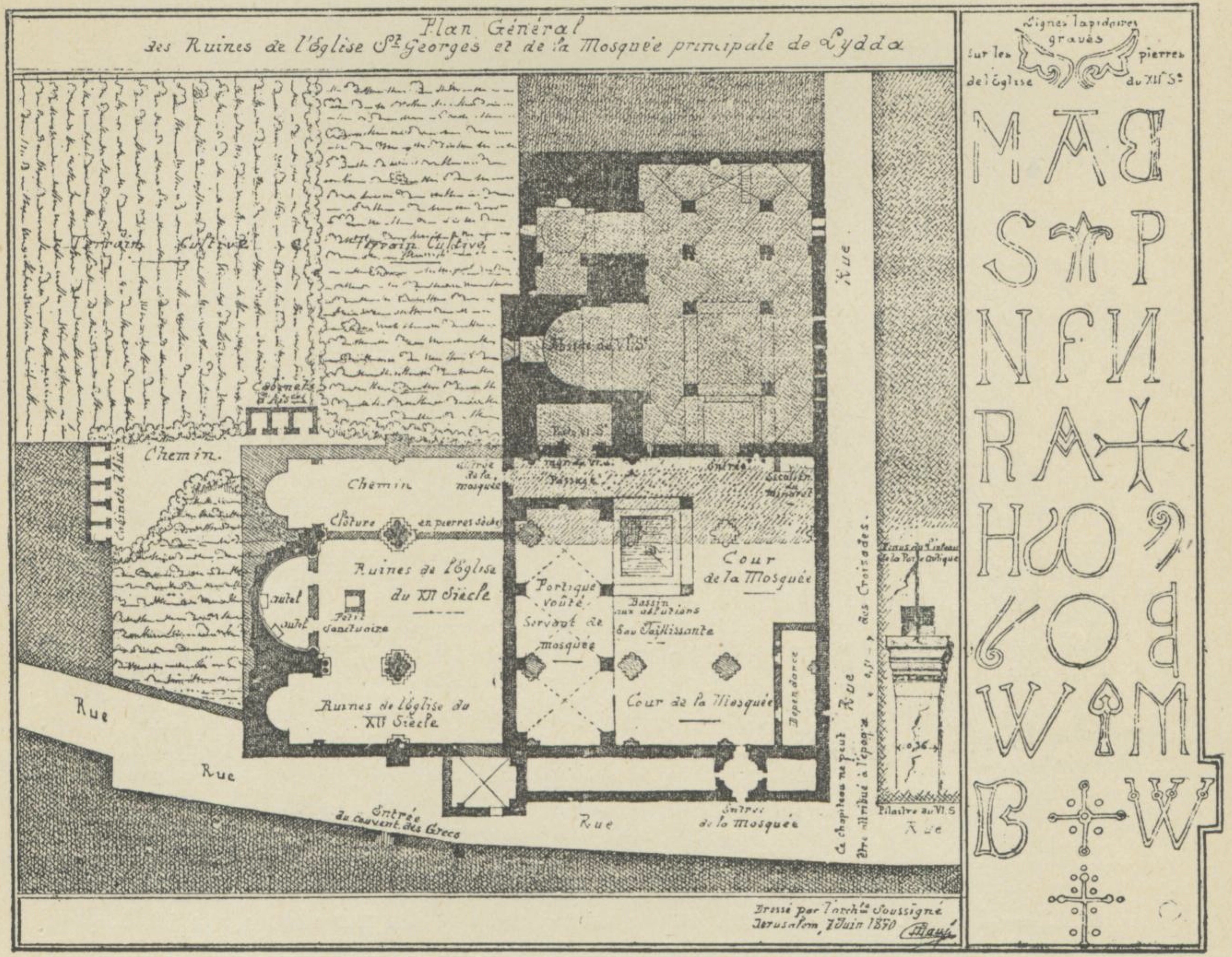
1870
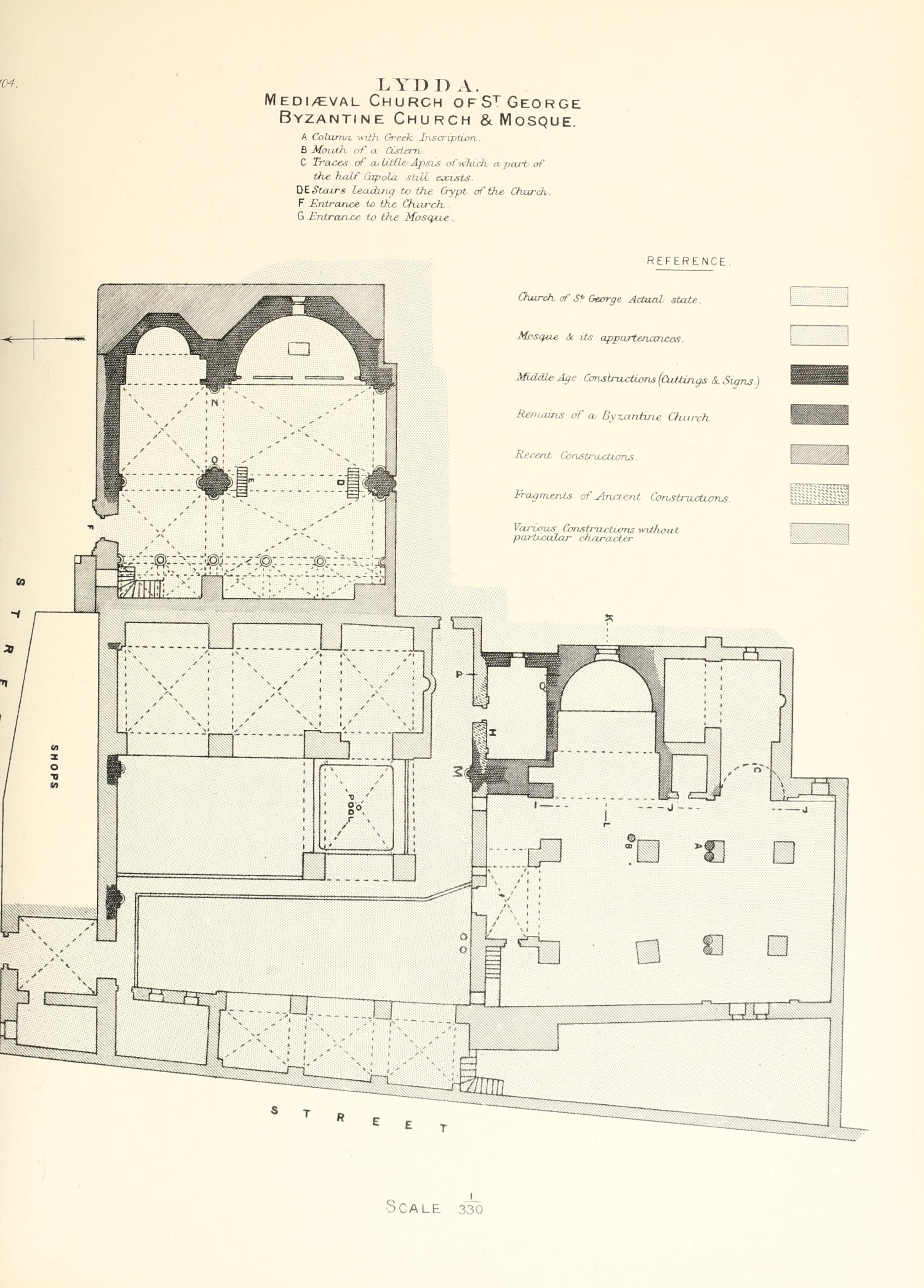
1873-74
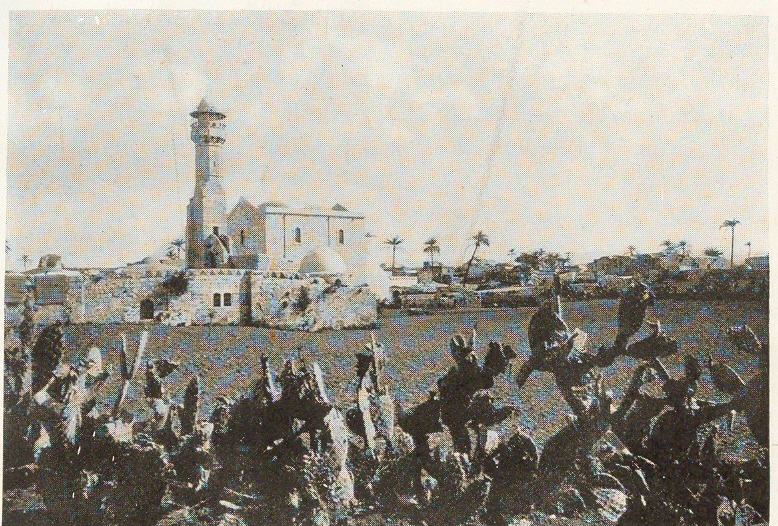
1910
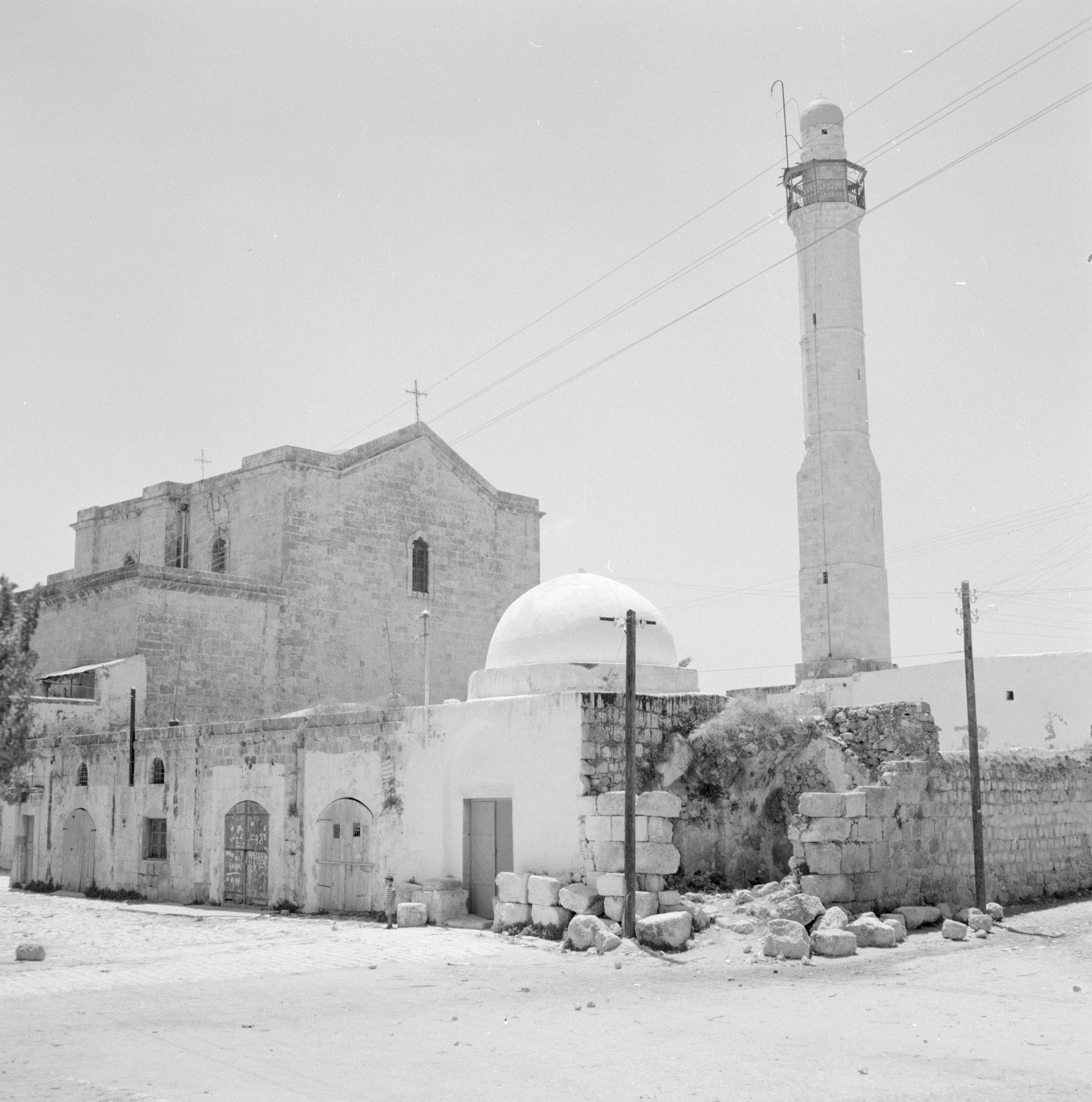
1948-49
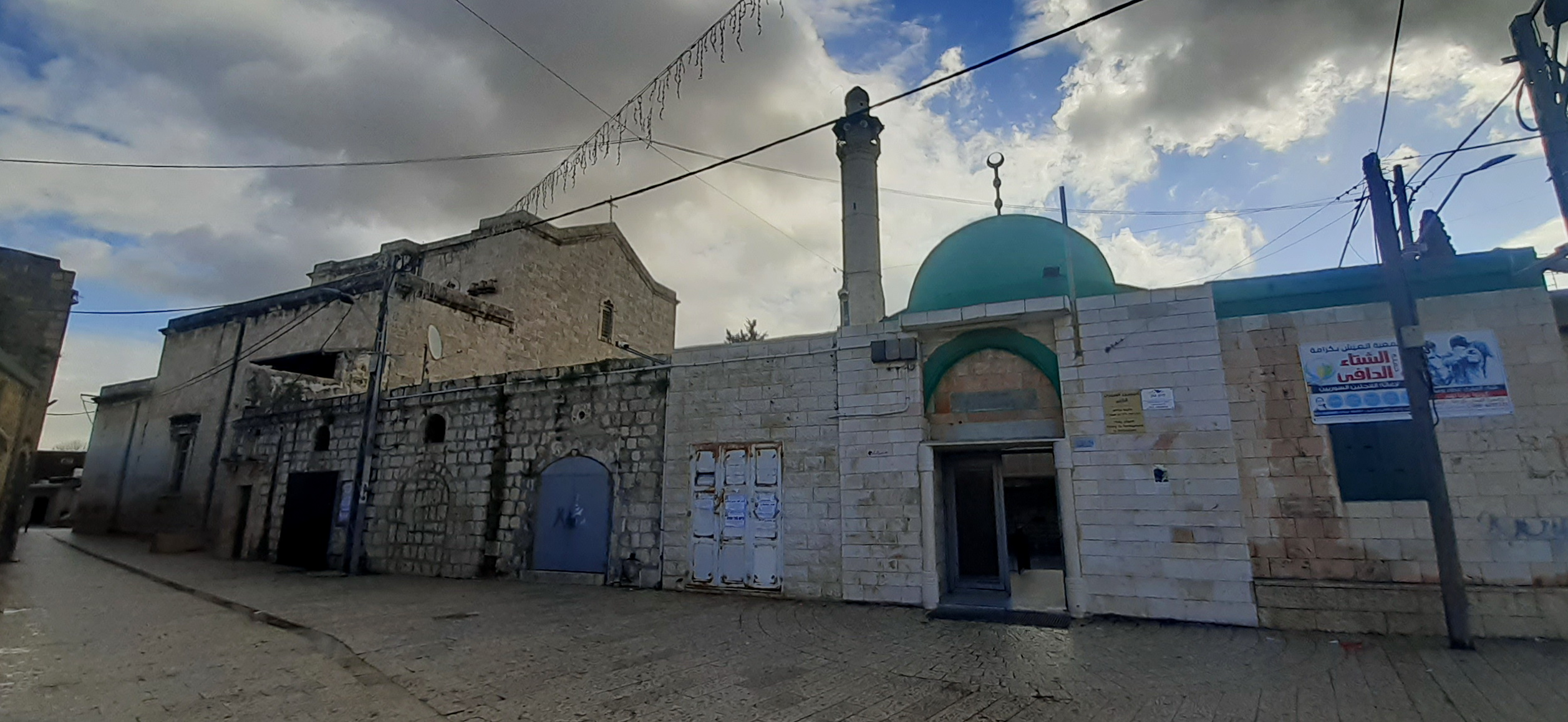
2022

## روابط خارجية
- "St George's Church, Lod". مؤرشف من الأصل في 2012-02-05.
- "Church of St. George in Lod". مؤرشف من الأصل في 2013-05-03.
- "St George's Church, Lod". مؤرشف من الأصل في 2005-01-21.
- "Dor Guez, St George Church, video still". 2009. مؤرشف من الأصل في 2016-08-19.
- Photos of the Church at the Manar al-Athar photo archive